# 克里夫蘭 (密西西比州)
克里夫蘭（英語：Cleveland）是一個位於美國密西西比州玻利瓦爾縣的城市。根據2010年美國人口普查，該地共人口12334人，而該地的面積約為18.90平方千米。同時該地也和羅斯代爾同为玻利瓦爾縣的縣治。

## 地理
克里夫蘭的座標為33°44′38″N 90°43′29″W / 33.74389°N 90.72472°W，而該地的平均海拔高度為43米（即141英尺）。